# Macromitrium funicaule
Macromitrium funicaule là một loài rêu trong họ Orthotrichaceae. Loài này được Schimp. ex Besch. mô tả khoa học đầu tiên năm 1880.